# Karate na Letnich Igrzyskach Olimpijskich 2020 – kumite do 67 kg mężczyzn
Kumite - waga do 67 kg mężczyzn było jedną z konkurencji rozgrywanych w ramach karate podczas Letnich Igrzysk Olimpijskich 2020. Zawody zostały rozegrane w hali Nippon Budōkan. Było to jedna z konkurencji debiutujących podczas igrzysk w Tokio.

## Terminarz
Wszystkie godziny są podane w czasie tokijskim (UTC+09:00),
| Data            | Godzina |                         |
| --------------- | ------- | ----------------------- |
| 5 sierpnia 2021 | 12:05   | Runda eliminacyjna      |
| 5 sierpnia 2021 | 20:05   | Półfinały               |
| 5 sierpnia 2021 | 20:40   | Pojedynek o złoty medal |

## Format
Zawodnicy zostali podzieleni na dwie grupy. W poszczególnych grupach rywalizowano system każdy z każdym. Dwóch najlepszych zawodników z każdej grupy awansowało do półfinałów. Zwycięzcy półfinałów walczyli o złoty medal, przegrani otrzymywali brązowe medale.

## Wyniki

### Eliminacje
Grupa A
| Zawodnik            | Kraj        | Walki | Wygrane | Przegrane | Punkty | Uwagi |
| ------------------- | ----------- | ----- | ------- | --------- | ------ | ----- |
| Darkhan Assadilov   | Kazachstan  | 4     | 4       | 0         | 8      | SF    |
| Eray Şamdan         | Turcja      | 4     | 3       | 1         | 6      | SF    |
| Ali El-Sawy         | Egipt       | 4     | 1       | 3         | 2      |       |
| Naoto Sago          | Japonia     | 4     | 1       | 3         | 2      |       |
| Firdovsi Farzaliyev | Azerbejdżan | 4     | 1       | 3         | 2      |       |

Grupa B
| Zawodnik               | Kraj                    | Walki | Wygrane | Przegrane | Punkty | Uwagi |
| ---------------------- | ----------------------- | ----- | ------- | --------- | ------ | ----- |
| Abdelrahman Al-Masatfa | Jordania                | 4     | 4       | 0         | 8      | SF    |
| Steven Da Costa        | Francja                 | 4     | 3       | 1         | 6      | SF    |
| Hamoon Derafshipour    | Reprezentacja Uchodźców | 4     | 2       | 2         | 4      |       |
| Kalvis Kalniņš         | Łotwa                   | 4     | 1       | 3         | 2      |       |
| Andrés Madera          | Wenezuela               | 4     | 0       | 4         | 0      |       |
| Angelo Crescenzo       | Włochy                  | DNS   | DNS     | DNS       | DNS    | DNS   |

### Finały
|  |          |                        |          |             |   |       |                 |       |
|  | Półfinał | Półfinał               | Półfinał |             |   | Finał | Finał           | Finał |
|  | Półfinał | Półfinał               | Półfinał |             |   | Finał | Finał           | Finał |
|  |          |                        |          |             |   |       |                 |       |
|  |          |                        |          |             |   |       |                 |       |
|  | A1       | Darkhan Assadilov      | 2        |             |   |       |                 |       |
|  | A1       | Darkhan Assadilov      | 2        |             |   |       |                 |       |
|  | B2       | Steven Da Costa        | 5        |             |   |       |                 |       |
|  | B2       | Steven Da Costa        | 5        |             |   | B2    | Steven Da Costa | 5     |
|  |          |                        |          |             |   | B2    | Steven Da Costa | 5     |
|  |          |                        | A2       | Eray Şamdan | 0 |       |                 |       |
|  | B1       | Abdelrahman Al-Masatfa | A2       | Eray Şamdan | 0 | 0     |                 |       |
|  | B1       | Abdelrahman Al-Masatfa |          |             |   |       |                 |       |
|  | A2       | Eray Şamdan            | 2        |             |   |       |                 |       |
|  | A2       | Eray Şamdan            | 2        |             |   |       |                 |       |
|  |          |                        |          |             |   |       |                 |       |